# Klaus Roggors
Klaus Roggors (* 4. Februar 1956 in Legau) ist ein deutscher Pianist und Komponist, der vor allem als Filmkomponist bekannt wurde, aber auch als Schamane tätig ist.

## Leben und Wirken
Roggors studierte von 1978 bis 1982 Schulmusik in Mannheim und Musikwissenschaft in Heidelberg. Er arbeitete zunächst als Jazzpianist und gehörte mit Dizzy Krisch und Klaus Kugel der Gruppe Nightwork an (gleichnamiges Album 1982), dann war er zunehmend als Komponist und Arrangeur tätig. Er war Dozent am Freien Musikzentrum München und leitete verschiedene Jazzorchester, etwa die Jazzpoint Bigband in Wangen (mit Corinne Chatel). Als Filmkomponist verfasste er die Musik für Daheim sterben die Leut’, Schön war die Zeit und Heinrich der Säger; auch komponierte er fürs Fernsehen (u. a. Tatort). Weiterhin schrieb er The Escape of an Angst für Jazzorchester sowie Streichquartette und die Suite Broken Mirrors für Kammerorchester.

## Filmografie (Auswahl)
- 1985: Daheim sterben die Leut’
- 1995: Schwarz greift ein (Fernsehserie, 4 Folgen)
- 1998: Tatort – Gefährliche Zeugin
- 1999: Tatort – Der Tod fährt Achterbahn
- 2000: Tatort – Mord am Fluss
- 2001: Tatort – Unschuldig
- 2001: Heinrich der Säger
- 2004: Tatort – Janus
- 2005: Rotkäppchen

## Lexikalische Einträge
- Jürgen Wölfer: Jazz in Deutschland. Das Lexikon. Alle Musiker und Plattenfirmen von 1920 bis heute. Hannibal, Höfen 2008, ISBN 978-3-85445-274-4.